# Biflustra limosa
Biflustra limosa is een mosdiertjessoort uit de familie van de Membraniporidae. De wetenschappelijke naam van de soort is, als Membranipora limosa, voor het eerst geldig gepubliceerd in 1909 door Arthur William Waters.